# 李伯钊
李伯钊（1909年3月20日—1985年4月17日），字承萱，也名戈丽，女，重庆巴县人，中国政治人物，原中华人民共和国主席杨尚昆夫人。毕业于莫斯科中山大学。

## 生平
清宣统三年二月二十日（1909年3月20日），李伯钊出生在重庆府巴县。
1924年，她在重庆四川省第二女子师范学校读书，因受到萧楚女的影响而在次年加入中国共产主义青年团，曾在上海从事共青团工作与工人运动，任共青团浦东地委宣传委员。1926年，李伯钊被派遣到苏联莫斯科中山大学学习俄语，1929年和楊尚昆在莫斯科結婚。1930年，李伯钊回到重庆，1931年，李伯钊加入中国共产党，任中国工农红军闽西军区政治部宣传科科长兼彭（湃）杨（殷）军政学校政治教员，江西瑞金红军学校政治教员、《红色中华》编辑、高尔基戏剧学校校长、中华苏维埃共和国临时中央政府教育部艺术局局长。1934年参加红军长征。
中华人民共和国建国之后，先后担任北京人民艺术剧院院长，北京市文委书记，中央戏剧学院副院长、党委书记，全国文联委员，中国戏剧家协会副主席等职。曾出任第一、二、三届全国人大代表、第四届全国政协委员，第五、六届全国政协常委等职务。
1985年4月17日在北京市逝世，享年76岁。

## 家庭
1929年，李伯钊和杨尚昆在苏联莫斯科结婚。

## 作品
- 《李伯钊文集》